# Chercheur de champs

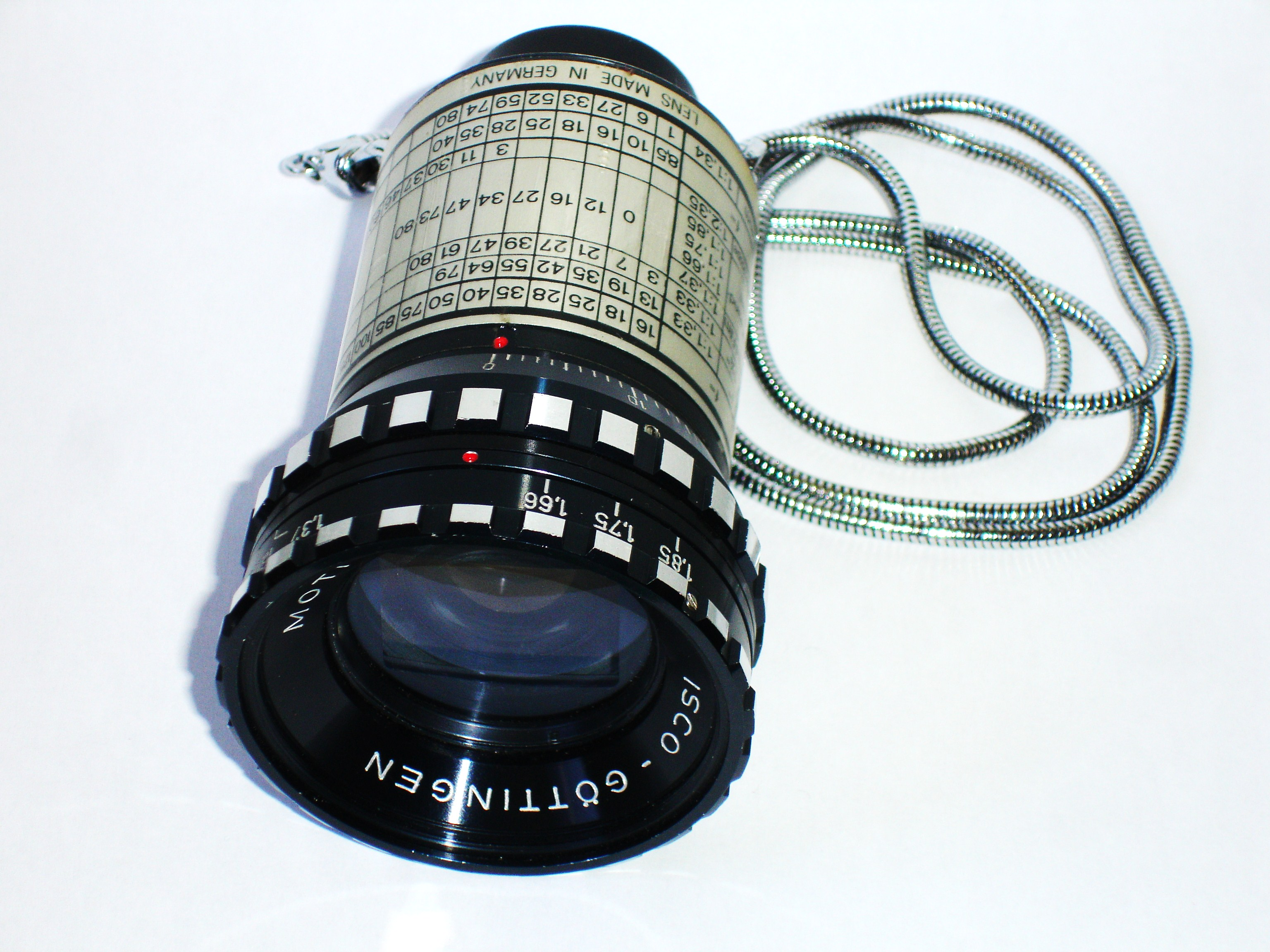
Chercheur de champ.

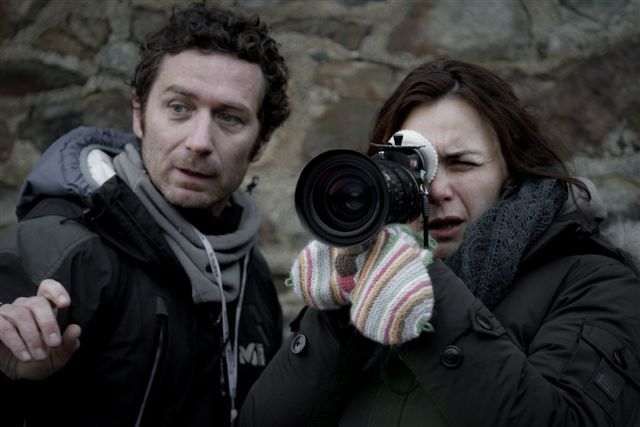
La réalisatrice Eléonore Faucher et Pierick Gantelmid'ille, téléfilm Les Déferlantes (2013).

Un chercheur de champs est un accessoire de tournage dédié au réalisateur et au directeur de la photographie et à son équipe, pour déterminer commodément le cadrage d’un plan en préparation, afin de n’avoir pas à déplacer inutilement la caméra elle-même (en anglais auxiliary finder) .
Le champ de la caméra est la portion d’espace, à la fois en largeur, en hauteur et en profondeur, qui va être enregistrée sur la pellicule lors du tournage d’un plan. Il est tributaire de la position de la caméra par rapport à ce qui va être joué, présentant le décor et les comédiens selon un certain axe de prise de vues (frontal, de côté, de profil, de l’arrière), un certain angle de prise de vues (focale courte ou focale longue), en plongée, contre-plongée, au niveau, etc. Toute action à filmer est susceptible d’être contenue dans une infinité de champs, le choix d’un ou de plusieurs d’entre eux (cas du tournage à plusieurs caméras) revient au réalisateur ou au directeur de la photographie (chef opérateur).

## Description

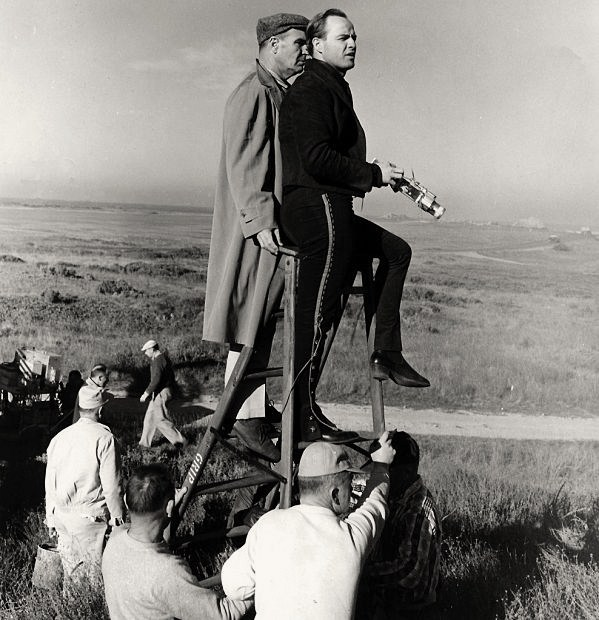
Marlon Brando et Charles Lang (1961).

Le chercheur de champs ressemble à un objectif du type zoom, qu’une chaînette permet de porter au cou, indiquant les valeurs de la focale que l’on devra utiliser pour obtenir le cadrage désiré à partir d’une position donnée. Cet accessoire peut être réglé selon le ratio d’image choisi (ratio : rapport Largeur sur Hauteur de l’image) : 1,85:1, 2,55:1, etc.
Sur la photo, Marlon Brando et le directeur de la photographie Charles Lang, perchés sur un escabeau, utilisent un viseur pour déterminer un cadrage en plongée qui va nécessiter de faire dresser des praticables et d’y hisser la caméra, ainsi que l’équipe image et peut-être du matériel d’éclairage. Il vaut mieux dans ce cas connaître exactement la place que doit prendre la caméra avant de faire cette installation coûteuse en main d'œuvre.

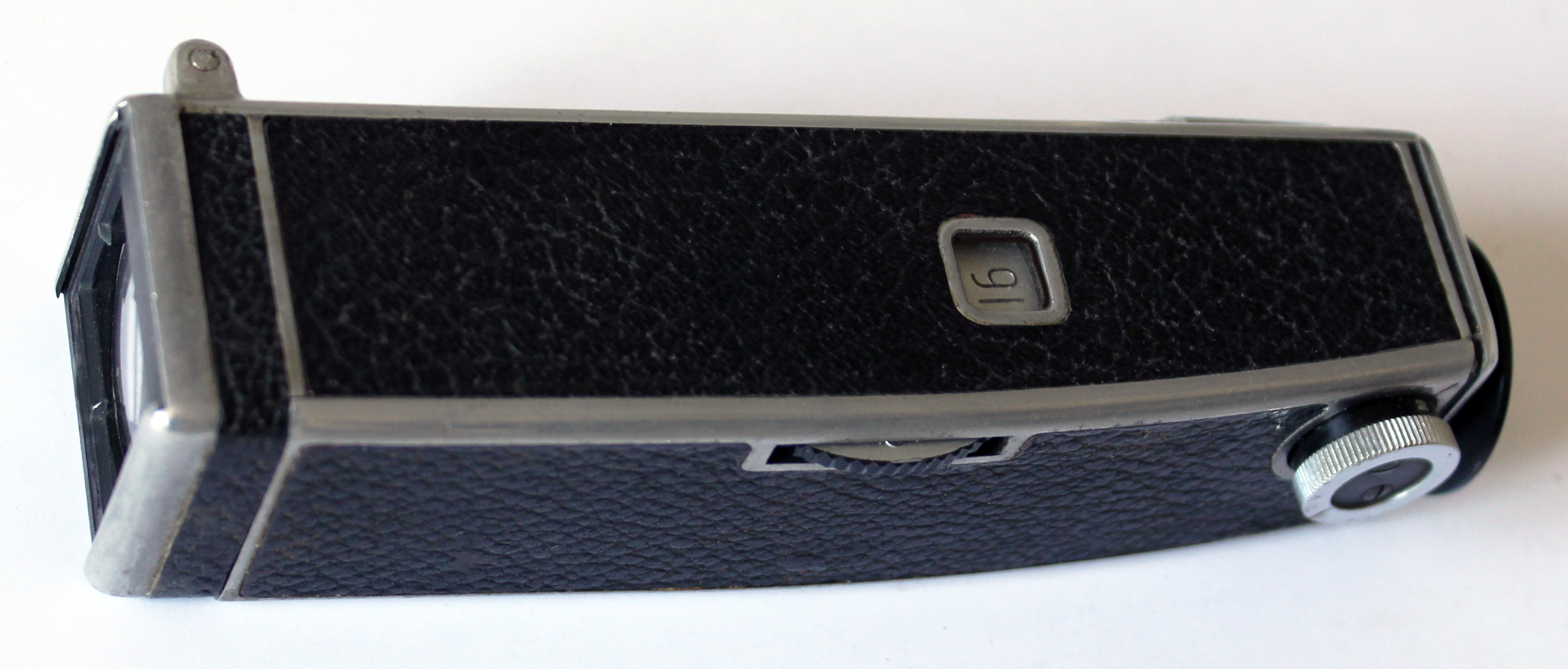
Viseur-chercheur de champs Paillard-Bolex (1950-1970).

Parfois, le viseur clair d’une caméra, généralement démontable pour son entretien, peut servir de chercheur de champs. Par exemple, sur la photo de droite, le viseur d'une caméra Paillard-Bolex H16, aisément détaché de la caméra, permet, en tournant le bouton plat du dessus (pas celui qui est situé à droite près de l’œilleton et qui sert à corriger le défaut de parallaxe) de choisir la focale qu’un cadran indique par la petite fenêtre (objectifs de focale comprise entre 16 et 150 mm).
L’usage souvent immodéré du steadicam ou en général de la caméra portée dans certains films ou téléfilms, a rendu cet accessoire peu usité, le déplacement de l’appareil de prise de vues étant pratiquement aussi aisée que le repérage par chercheur de champs. En revanche, toute prise de vues utilisant un trucage directement au tournage (écrans verts par exemple) rend obligatoire un repérage précis de la position de la caméra avant son implication dans le trucage.